# Holcmányi erődtemplom
A holcmányi erődtemplom műemlékké nyilvánított épület Romániában, Szeben megyében. A romániai műemlékek jegyzékében az SB-II-a-A-12400 sorszámon szerepel.